# Seznam gymnázií v Česku
Seznam gymnázií v Česku uvádí přehled gymnázií v Česku, v členění podle krajů.
Seznam není pravidelně udržován a proto nemusí být úplný ani aktuální.

## Praha
- Anglicko-české gymnázium AMAZON, s.r.o., Rytířská 406/10, Praha 1 – Staré Město
- Akademické gymnázium Štěpánská, Štěpánská 614/22, Praha 1 – Nové Město
- Arcibiskupské gymnázium v Praze, Korunní 586/2, Praha 2 – Vinohrady
- Česko-italské jazykové gymnázium, Sadská 530/20, Praha 9 (14) – Hloubětín
- EDUCAnet-gymnázium Praha, Roztylská 1860/1, Praha 4 – Chodov
- Ekogymnázium Praha, Nad Vodovodem 460/81, Praha 10 – Malešice
- Gymnázium Arabská, Arabská 682/14, Praha 6 – Vokovice
- Gymnázium Bernarda Bolzana, V Holešovičkách 742/2, Praha 8 – Libeň
- Gymnázium Botičská, Botičská 424/1, Praha 2 – Nové Město
- Gymnázium bratří Čapků, Trhanovské náměstí 129/8, Praha 10 (15) – Hostivař
- Gymnázium Budějovická, Budějovická 680/17, Praha 4 – Michle
- Gymnázium Čakovice, náměstí 25. března 100/2, Praha 9 – Čakovice
- Gymnázium Českolipská, Českolipská 373/27, Praha 9 – Střížkov
- Gymnázium Duhovka, Ortenovo náměstí 34, Praha 7 – Holešovice
- Gymnázium Elišky Krásnohorské, Ohradní 111/55, Praha 4 – Michle
- Gymnázium Chodovická, Chodovická 2250/36, Praha 9 – Horní Počernice
- Gymnázium Christiana Dopplera, Zborovská 621/45, Praha 5 – Malá Strana
- Gymnázium J. Seiferta, Vysočanské náměstí 500, Praha 9 – Vysočany
- Gymnázium Jana Keplera, Parléřova 118/2, Praha 6 – Hradčany
- Gymnázium Jana Nerudy, Hellichova 457/3, Praha 1 – Malá Strana
- Gymnázium Jana Palacha, Pštrossova 203/13, Praha 1 – Nové Město
- Gymnázium prof. Jana Patočky, Jindřišská 966/36, Praha 1 – Nové Město
- Gymnázium Jaroslava Heyrovského, Mezi Školami 2475/29, Praha 5 (13) – Stodůlky
- Gymnázium Jiřího Gutha-Jarkovského, Truhlářská 1120/22, Praha 1 – Nové Město
- Gymnasium Jižní Město, Tererova 2135/17, Praha 4 (11) – Chodov
- Gymnázium Karla Sladkovského, Praha 3, Sladkovského náměstí 900/8, Praha 3 – Žižkov
- Gymnázium Litoměřická, Litoměřická 726/17, Praha 9 – Prosek
- Gymnázium mezinárodních a veřejných vztahů Praha (dříve: Soukromé gymnázium Cognos Praha), Kuncova 1580/1, Praha 5 (13) – Stodůlky
- Gymnázium Milady Horákové, Na Planině 1393, Praha 4 – Krč
- Gymnázium Na Pražačce, Nad Ohradou 2825/23, Praha 3 – Žižkov
- Gymnázium Na Vítězné pláni, Na Vítězné pláni 1160/7, Praha 4 – Nusle
- Gymnázium Na Zatlance, Na Zatlance 1330/11, Praha 5 – Smíchov
- Gymnázium Nad Alejí, Nad Alejí 1952/5, Praha 6 – Břevnov
- Gymnázium Nad Kavalírkou, Nad Kavalírkou 100/1, Praha 5 – Košíře
- Gymnázium Nad Štolou, Nad Štolou 1510/1, Praha 7 – Holešovice
- Gymnázium Omská, Omská 1300/4, Praha 10 – Vršovice
- Gymnázium Opatov, Konstantinova 1500/50, Praha 4 – Chodov
- Gymnázium Oty Pavla, Loučanská 520/1, Praha 5 – Radotín
- Gymnázium Písnická, Písnická 760/11, Praha 4 (12) – Kamýk
- Gymnázium Postupická, Postupická 3150/4, Praha 4 – Záběhlice (Spořilov)
- Gymnázium pro zrakově postižené a Střední odborná škola pro zrakově postižené, Radlická 591/115, Praha 5 – Jinonice
- Gymnázium Přípotoční, Přípotoční 1337/1a, Praha 10 – Vršovice
- Gymnázium Sázavská, Sázavská 830/5, Praha 2 – Vinohrady
- Gymnázium, Střední odborná škola a Vyšší odborná škola Ortenovo náměstí, Ortenovo náměstí 1275/34, Praha 7 – Holešovice
- Gymnázium Špitálská, Špitálská 700/2, Praha 9 – Vysočany
- Gymnázium U Libeňského zámku, U Libeňského zámku 3/1, Praha 8 – Libeň
- Gymnázium Ústavní, Ústavní 400, Praha 8 – Bohnice
- Gymnázium Voděradská, Voděradská 900/2, Praha 10 – Strašnice
- Gymnázium, Základní škola a Mateřská škola pro sluchově postižené, Ječná 530/27, Praha 2 – Nové Město
- Heřmánek Praha, základní škola, gymnázium a pedagogické lyceum, Klapkova 34, Praha 8
- Karlínské gymnázium, Pernerova 273/25, Praha 8 – Karlín
- Klasické gymnázium Modřany, Rakovského 3136/1 (3136/II), Praha 4 (12) – Modřany
- Křesťanské gymnázium Kozinova, Kozinova 1000/1, Praha 10 (15) – Hostivař
- Lauderova mateřská škola, základní škola a gymnázium při Židovské obci v Praze, Belgická 25/33, Praha 2 – Vinohrady
- Malostranské gymnázium, Josefská 626/7, Praha 1 – Malá Strana
- Mensa gymnázium (dříve: Osmileté gymnázium Buďánka), Španielova 1111/19, Praha 6 (17) – Řepy
- První česko-ruské gymnázium, Hovorčovická 1281/11, Praha 8 – Kobylisy
- První obnovené reálné gymnázium (PORG), Lindnerova 517/3, Praha 8 – Libeň
- Rakouské gymnázium v Praze, U Uranie 1576/14, Praha 7 – Holešovice
- Slovanské soukromé gymnázium, Weberova 1090/1, Praha 5 – Košíře
- Soukromé gymnázium Altis, Dopplerova 351/351, 109 00 Praha 10 – Petrovice-Praha-Petrovice
- Soukromé gymnázium Arcus Praha, Bratří Venclíků 1140/1, Praha 9 (14) – Černý Most
- Soukromé gymnasium Josefa Škvoreckého, Plzeňská 39/117, Praha 5 - Košíře
- Soukromé gymnázium Minerva, Dubečská 900/10, Praha 10 – Strašnice
- Soukromé gymnázium Pod Vyšehradem a Na Dlouhém lánu, Boleslavova 250/1, Praha 4 – Nusle
- Soukromé reálné gymnázium Přírodní škola, Fryčovická 462, Praha 9 (18) – Letňany
- The English College in Prague - Anglické gymnázium, Sokolovská 139/320, Praha 9 – Vysočany
- Trojské gymnázium s.r.o., Trojská 211/110, Praha 7 – Troja
- Vyšší odborná škola pedagogická a sociální, Střední odborná škola pedagogická a Gymnázium, Evropská 330/33, Praha 6 – Dejvice
- Základní škola německo-českého porozumění a Gymnázium Thomase Manna, Střížkovská 32/27, Praha 8 – Střížkov

## Středočeský kraj
- Gymnázium Benešov, Husova 470, Benešov
- Gymnázium Joachima Barranda, Talichova 824, Beroun
- Gymnázium J. S. Machara, Královická 668, Brandýs nad Labem-Stará Boleslav
- Gymnázium Čelákovice, J. A. Komenského 414, Čelákovice
- Gymnázium Český Brod, Vítězná 616, Český Brod
- Gymnázium Karla Čapka, Dobříš, Školní 1530, Dobříš
- Gymnázium Václava Hraběte, Jiráskova 617, Hořovice
- Gymnázium Kladno, nám. Edvarda Beneše 1573, Kladno
- EducaAnet - Soukromé gymnázium Kladno, Pařížská 2249, Kladno
- Gymnázium Kolín, Žižkova 162, Kolín III
- Dvořákovo gymnázium a Střední odborná škola ekonomická, Dvořákovo náměstí 800, Kralupy nad Vltavou
- Gymnázium Jana Palacha Mělník, Pod Vrchem 3421, Mělník
- Gymnázium Dr. Josefa Pekaře, Palackého 211, Mladá Boleslav
- Osmileté Gymnázium (fakultní škola Univerzity Karlovy, škola přidružená k UNESCO) Mladá Boleslav, Palackého 191/1
- Gymnázium Mnichovo Hradiště, Studentská 896, Mnichovo Hradiště
- Gymnázium Jana Amose Komenského Nové Strašecí, Komenského nám. 209, Nové Strašecí
- Gymnázium Bohumila Hrabala v Nymburce, Komenského 779, Nymburk
- Gymnázium Jiřího z Poděbrad, Studentská 166, Poděbrady
- EKO Gymnázium Poděbrady, Zámek 1/I, Poděbrady
- Gymnázium pod Svatou Horou, Balbínova 328, Příbram II
- Gymnázium Příbram VII, Komenského 402, Příbram VII
- Gymnázium Zikmunda Wintra, nám. J. Žižky 186, Rakovník
- Gymnázium Říčany, Komenského náměstí 1, Říčany
- Gymnázium a Střední odborná škola ekonomická Sedlčany, Nádražní 90, Sedlčany
- Gymnázium Václava Beneše Třebízského, Smetanovo nám. 1310, Slaný
- Gymnázium Vlašim, Tylova 271, Vlašim
- Základní škola a gymnázium Navis, V Dolích 444, Světice[1]

## Jihočeský kraj
- Biskupské gymnázium J. N. Neumanna a Církevní základní škola, Jirsíkova 5, České Budějovice
- České reálné gymnázium České Budějovice, Pražská 54a, České Budějovice
- Česko-anglické gymnázium České Budějovice, Třebízského 1010, České Budějovice
- EDUCAnet - Soukromé gymnázium České Budějovice, M. Chlajna 1347/23, České Budějovice, PSČ 370 05
- Gymnázium a Střední odborná škola ekonomická Vimperk, Pivovarská 69, Vimperk
- Gymnázium Česká, Česká 64, České Budějovice
- Gymnázium Český Krumlov, Chvalšinská 112, Český Krumlov
- Gymnázium Dačice, Boženy Němcové 213, Dačice
- Gymnázium Jana Valeriána Jirsíka, Fráni Šrámka 23, České Budějovice
- Gymnázium Jírovcova, Jírovcova 8, České Budějovice
- Gymnázium Milevsko, Masarykova 183, Milevsko
- Gymnázium olympijských nadějí, Kubatova 1, České Budějovice
- Gymnázium Pierra de Coubertina, Nám. Frant. Křižíka 860, Tábor
- Gymnázium Písek, Komenského 89, Písek
- Gymnázium Prachatice, Zlatá stezka 137, Prachatice
- Gymnázium Soběslav, Dr. Edvarda Beneše 449/II, Soběslav
- Gymnázium Strakonice, Máchova 174, Strakonice
- Gymnázium, Střední odborná škola ekonomická a Střední odborné učiliště Kaplice, Pohorská 86, Kaplice
- Gymnázium Trhové Sviny, Školní 995, Trhové Sviny
- Gymnázium Třeboň, Na Sadech 308, Třeboň
- Gymnázium Týn nad Vltavou, Havlíčkova 13, Týn nad Vltavou
- Gymnázium Vítězslava Nováka, Husova 333, Jindřichův Hradec
- Gymnázium Vodňany, Bavorovská 1046, Vodňany
- Hudební gymnázium České Budějovice, V. Talicha 1807/14, České Budějovice
- Reálné gymnázium a Střední odborná škola podnikání, Vajgar 592, Jindřichův Hradec
- Táborské soukromé gymnázium, Zavadilská 2472, Tábor
- Townshend mezinárodní gymnázium, Hradčany 1070, Hluboká nad Vltavou

## Plzeňský kraj
- Gymnázium Blovice, Družstevní 650, Blovice
- Gymnázium J. Š. Baara, Pivovarská 323, Domažlice
- Gymnázium Jaroslava Vrchlického v Klatovech, Národních mučedníků 347/4, Klatovy
- Gymnázium Plasy, Stará cesta 363, Plasy
- Gymnázium Luďka Pika, Opavská 21, Plzeň
- Masarykovo gymnázium Plzeň, Petákova 2, Plzeň
- Sportovní gymnázium Plzeň, Táborská 28, Plzeň
- Gymnázium a Střední odborná škola Rokycany, Mládežníků 1115, Rokycany
- Soukromá střední odborná škola a Gymnázium Bean, Trnkova 125, Staňkov
- Gymnázium Sušice, Františka Procházky 324, Sušice
- Gymnázium Tachov, Pionýrská 1370, Tachov

## Karlovarský kraj
- Gymnázium Aš, Hlavní 106, Aš
- Střední odborná škola pedagogická, gymnázium a vyšší odborná škola Karlovy Vary, Lidická 40, Karlovy Vary
- První české gymnázium v Karlových Varech, Národní 25, Karlovy Vary
- Gymnázium a obchodní akademie Mariánské Lázně, Ruská 355, Mariánské Lázně
- Gymnázium Cheb, Nerudova 7, Cheb
- Gymnázium Ostrov, Studentská 1205, Ostrov
- Gymnázium Sokolov, Husitská 2053, Sokolov
- Soukromé gymnázium a základní škola Mánesova v Sokolově, Mánesova 1672, Sokolov

## Ústecký kraj
- Gymnázium Kadaň, 5. května 620, Kadaň
- Gymnázium Děčín, Komenského náměstí 4, Děčín
- Gymnázium Duchcov, Masarykova 12, Duchcov
- Gymnázium Chomutov, Mostecká 3000, Chomutov
- Městské gymnázium Jirkov, Mostecká 309, Jirkov
- Gymnázium a Střední odborná škola Klášterec nad Ohří, Chomutovská 459, Klášterec nad Ohří
- Biskupské gymnázium Bohosudov, Koněvova 100, Krupka 1
- Gymnázium, Střední odborná škola a Střední odborné učiliště, Jaroše 862, Podbořany
- Gymnázium Josefa Jungmanna, Svojsíkova 1, Litoměřice
- Gymnázium Václava Hlavatého, Poděbradova 661, Louny
- Gymnázium Lovosice, Sady pionýrů 600, Lovosice
- Gymnázium T. G. Masaryka, Studentská 640, Litvínov
- Gymnázium Most, Čs. armády 1530, Most
- Gymnázium Roudnice nad Labem, Havlíčkova 175, Roudnice nad Labem
- Gymnázium Rumburk, Komenského 10, Rumburk
- Gymnázium Jana Amose Komenského Dubí, Bystřická 275/27, Dubí
- Gymnázium Teplice, Čs. dobrovolců 530/11, Teplice
- Gymnázium Ústí nad Labem, Jateční 22, Ústí nad Labem
- Gymnázium dr. Václava Šmejkala, Stavbařů 5, Ústí nad Labem
- Gymnázium Varnsdorf, Střelecká 1800, Varnsdorf
- Gymnázium Žatec, Studentská 1075, Žatec

## Liberecký kraj
- Gymnázium Česká Lípa, Žitavská 2969, Česká Lípa
- Gymnázium Frýdlant, Mládeže 884, Frýdlant
- Gymnázium Jablonec nad Nisou, Dr. Randy, Dr. Randy 13, Jablonec nad Nisou
- Gymnázium U Balvanu Jablonec nad Nisou , U Balvanu 16, Jablonec nad Nisou
- Gymnázium a střední odborná škola Jilemnice, Kostelní 259, Jilemnice
- Gymnázium F. X. Šaldy, Partyzánská 530, Liberec
- Gymnázium a Střední odborná škola pedagogická Jeronýmova, Jeronýmova 27, Liberec
- Střední škola a Mateřská škola, Na Bojišti 15, Liberec
- Podještědské gymnázium, Sokolovská 328, Liberec
- Gymnázium Mimoň, Letná 263, Mimoň
- Vyšší odborná škola sklářská a střední škola Nový Bor, Wolkerova 316, Nový Bor
- Gymnázium I. Olbrachta, Nad Špejcharem 574, Semily
- Gymnázium Tanvald, Školní 305, Tanvald
- Gymnázium Turnov, Jana Palacha 804, Turnov

## Královéhradecký kraj
- Biskupské gymnázium, církevní základní škola, mateřská škola a základní umělecká škola, Orlické nábřeží 1, Hradec Králové
- Gymnázium Boženy Němcové, Pospíšilova tř. 324, Hradec Králové
- Gymnázium J. K. Tyla, Tylovo nábř. 682, Hradec Králové
- První soukromé jazykové gymnázium v Hradci Králové, Brandlova 875, Hradec Králové
- Gymnázium Broumov, Hradební 218, Broumov
- Gymnázium Dobruška, Pulická 779, Dobruška
- Gymnázium Dvůr Králové nad Labem, nám. Odboje 304, Dvůr Králové nad Labem
- Gymnázium a Střední odborná škola Hořice, Husova 1414, Hořice
- Gymnázium a Střední odborná škola Jaroměř, Lužická 423, Jaroměř
- Lepařovo gymnázium, Jiráskova 30, Jičín
- Jiráskovo gymnázium Náchod, Řezníčkova 451, Náchod
- Gymnázium a Střední odborná škola pedagogická Nová Paka, Kumburská 740, Nová Paka
- Gymnázium Nový Bydžov, Nový Bydžov, Komenského 77
- Gymnázium Františka Martina Pelcla, Hrdinů odboje 36, Rychnov nad Kněžnou
- Gymnázium Trutnov, Jiráskovo náměstí 325, Trutnov

## Pardubický kraj
- Gymnázium Aloise Jiráska, T. G. Masaryka 590, Litomyšl
- Gymnázium Mozartova Pardubice, Mozartova 449, Pardubice
- Gymnázium Pardubice, Dašická 1083, Pardubice
- Gymnázium Česká Třebová, Tyršovo náměstí 970, Česká Třebová
- Gymnázium Dr. Emila Holuba, Na Mušce 1110, Holice
- Gymnázium Jevíčko, A. K. Vitáka 452, Jevíčko
- Gymnázium Josefa Ressela, Olbrachtova 291, Chrudim
- Gymnázium Lanškroun, nám. Jana Marka Marků 113, Lanškroun
- Gymnázium Moravská Třebová, Svitavská 16, Moravská Třebová
- Sportovní gymnázium Dašická, Dašická 268, Pardubice
- Gymnázium Přelouč, Obránců míru 1025, Přelouč
- Gymnázium Ústí nad Orlicí, T. G. Masaryka 106, Ústí nad Orlicí
- Gymnázium Vysoké Mýto, Vaňorného náměstí 163, Vysoké Mýto
- Gymnázium Suverénního řádu maltézských rytířů ve Skutči, Vítězslava Nováka 584, Skuteč
- Gymnázium Jazyková škola s právem státní jazykové zkoušky Svitavy, Sokolovská 1638, Svitavy
- Gymnázium K. V. Raise a SOU, Adámkova 55, Hlinsko

## Vysočina
- Gymnázium Bystřice nad Pernštejnem, Nádražní 760, Bystřice nad Pernštejnem
- Gymnázium Havlíčkův Brod, Štáflova 2063, Havlíčkův Brod
- Gymnázium dr. A. Hrdličky, Komenského 147, Humpolec
- Gymnázium Chotěboř, Jiráskova 637, Chotěboř
- Gymnázium Jihlava, Jana Masaryka 1, Jihlava
- Gymnázium a Střední odborná škola Moravské Budějovice, Tyršova 365, Moravské Budějovice
- Gymnázium Vincence Makovského, Leandra Čecha 152, Nové Město na Moravě
- Gymnázium Pelhřimov, Jirsíkova 244, Pelhřimov
- Akademie - Vyšší odborná škola, Gymnázium a Střední odborná škola uměleckoprůmyslová Světlá nad Sázavou, Sázavská 547, Světlá nad Sázavou
- Gymnázium Světlá nad Sázavou, Sázavská 547, Světlá nad Sázavou
- Gymnázium Otokara Březiny a Střední odborná škola Telč, Hradecká 235, Telč
- Gymnázium Třebíč, Masarykovo nám. 9/116, Třebíč
- Katolické gymnázium Třebíč, Otmarova 30/22, Třebíč
- Gymnázium Velké Meziříčí, Sokolovská 27, Velké Meziříčí
- Gymnázium Žďár nad Sázavou, Neumannova 2, Žďár nad Sázavou
- Biskupské gymnázium Žďár nad Sázavou, U Klafárku 3, Žďár nad Sázavou

## Jihomoravský kraj
- Biskupské gymnázium Letovice, Tyršova 336, Letovice
- Gymnázium Blansko, Seifertova 13, Blansko
- Gymnázium Boskovice, Palackého náměstí 1, Boskovice
- Gymnázium Brno-Komín, Pastviny 70, Žižkova 55
- Gymnázium Bučovice, Součkova 500, Bučovice
- Gymnázium Hodonín, Legionářů 1, Hodonín
- Gymnázium a Jazyková škola s právem státní jazykové zkoušky, sady 28. října 1, Břeclav
- Gymnázium Dr. Karla Polesného, Komenského náměstí 4, Znojmo
- Gymnázium T. G. Masaryka Hustopeče, Dukelské náměstí 7, Hustopeče
- Gymnázium T. G. Masaryka Zastávka, U Školy 39, Zastávka
- Gymnázium Mikulov, Komenského 7, Mikulov
- Gymnázium a Střední odborná škola pedagogická Znojmo, Pontassievská 3, Znojmo
- Gymnázium a Střední odborná škola Rájec-Jestřebí, Komenského 240, Rájec-Jestřebí
- Gymnázium Šlapanice, Riegrova 17, Šlapanice
- Gymnázium Tišnov, Na hrádku 20, Tišnov
- Gymnázium Velké Pavlovice, Pod Školou 10, Velké Pavlovice
- Gymnázium Vyškov, Komenského náměstí 16, Vyškov
- Klvaňovo gymnázium Kyjov, Komenského 549, Kyjov
- Městské víceleté gymnázium Klobouky u Brna, Vinařská 29, Klobouky u Brna
- Gymnázium J. Blahoslava, Lány 2, Ivančice
- Gymnázium Moravský Krumlov, Smetanova 168, Moravský Krumlov

## Olomoucký kraj
- Církevní gymnázium Německého řádu, Nešverova 693/1, Olomouc
- Gymnázium Hranice, Zborovská 293, Hranice
- Gymnázium Jana Opletala, Litovel, Opletalova 189, Litovel
- Gymnázium Čajkovského, Čajkovského 9, Olomouc
- Soukromé gymnázium Olomouc, Na Vlčinci, Olomouc
- Gymnázium Olomouc-Hejčín, Tomkova 45, Olomouc
- Slovanské gymnázium Olomouc, tř. Jiřího z Poděbrad 13, Olomouc
- Cyrilometodějské gymnázium, základní škola a mateřská škola v Prostějově, Komenského 17, Prostějov
- Reálné gymnázium a základní škola Otto Wichterleho, Prostějov
- Gymnázium Jiřího Wolkera, Kollárova 3, Prostějov
- Gymnázium Jana Blahoslava, Generála Štefánika 10, Přerov
- Gymnázium Jakuba Škody, Komenského 29, Přerov
- Gymnázium Kojetín, Svatopluka Čecha 683, Kojetín
- Gymnázium Šternberk, Horní náměstí 5, Šternberk
- Gymnázium Šumperk, Masarykovo náměstí 8, Šumperk
- Gymnázium Uničov, Gymnazijní 257, Uničov
- Gymnázium Zábřeh, náměstí Osvobození 20, Zábřeh
- Základní škola a gymnázium města Konice

## Zlínský kraj
- Arcibiskupské gymnázium v Kroměříži, Pilařova 3, Kroměříž
- Gymnázium Otrokovice, tř. Spojenců 907, Otrokovice
- Gymnázium Jana Pivečky Slavičín, Školní 822, Slavičín
- Gymnázium Ladislava Jaroše Holešov, Palackého 524, Holešov
- Gymnázium Uherské Hradiště, Velehradská třída 218, Uherské Hradiště
- Gymnázium Uherský Brod, Komenského 169, Uherský Brod
- Gymnázium Valašské Klobouky, Komenského 60, Valašské Klobouky
- Gymnázium Františka Palackého Valašské Meziříčí, Husova 146, Valašské Meziříčí
- Gymnázium Rožnov pod Radhoštěm, Koryčanské Paseky 1725, Rožnov pod Radhoštěm
- Stojanovo gymnázium, Velehrad 1, Velehrad
- Střední odborná škola a Gymnázium Staré Město, Velehradská 1527, Staré Město
- Gymnázium Zlín-Lesní čtvrť, Lesní čtvrť 1364, Zlín
- Gymnázium a Jazyková škola s právem státní jazykové zkoušky Zlín, náměstí T. G. Masaryka 2734-9, Zlín
- Soukromé Gymnázium, Střední odborná škola a Jazyková škola s právem státní jazykové zkoušky, Osvobození 699, Kunovice u Uherského Hradiště
- Masarykovo gymnázium Vsetín, Tyršova 1069, Vsetín

## Moravskoslezský kraj
- Mendelovo gymnázium, Komenského 5, Opava
- Střední průmyslová škola elektrotechniky a informatiky, Kratochvílova 7, Ostrava
- Soukromé Gymnázium a SZŠ Havířov, Moravská 29/497, Havířov-Šumbark
- Educanet - Soukromé gymnázium Ostrava, Mjr. Nováka 1455/34, Ostrava Hrabůvka
- Gymnázium Mikuláše Koperníka, 17. listopadu 526, Bílovec
- Gymnázium Františka Živného, Jana Palacha 794, Bohumín
- Gymnázium Bruntál, Dukelská 1, Bruntál
- Gymnázium Český Těšín, Frýdecká 30, Český Těšín
- Gimnazjum z Polskim Językiem Nauczania - Gymnázium s polským jazykem vyučovacím, Havlíčkova 13, Český Těšín
- Gymnázium Frenštát pod Radhoštěm, Martinská čtvrť 1172, Frenštát pod Radhoštěm
- Čtyřleté a osmileté gymnázium Frýdek-Místek, Cihelní 410, Frýdek-Místek
- Gymnázium a Střední odborná škola Frýdek-Místek, Cihelní 410, Frýdek-Místek
- Gymnázium Petra Bezruče Frýdek-Místek, ČSA 517, Frýdek-Místek
- Gymnázium Beskydy Mountain Academy, Dvořákova 1269, Frýdlant nad Ostravicí
- Gymnázium Frýdlant nad Ostravicí, nám. T. G. Masaryka 1260, Frýdlant nad Ostravicí
- Gymnázium Havířov-Podlesí, Studentská 11, Havířov-Podlesí
- Gymnázium, Havířov-Město, Komenského 2, příspěvková organizace, J. A. Komenského 328/2, Havířov-Město
- Soukromé gymnázium a střední zdravotnická škola Havířov Moravská 29, Havířov
- Gymnázium Josefa Kainara, Hlučín, Dr. Ed. Beneše 7/586, Hlučín
- Gymnázium Nový Jičín, Palackého 50, Nový Jičín
- Slezské gymnázium Opava, Zámecký okruh 29, Opava
- Gymnázium a střední odborná škola Orlová-Lutyně, Masarykova tř. 1313, Orlová-Lutyně
- Matiční gymnázium Ostrava, Dr. Šmerala 25, Ostrava
- 1st International School of Ostrava, Ostrčilova 1, Ostrava
- Gymnázium Ostrava-Hrabůvka, Fr. Hajdy 34, Ostrava-Hrabůvka
- Soukromé šestileté gymnázium v Ostravě, U Haldy 18, Ostrava-Hrabůvka
- Iuventas - soukromé gymnázium a střední odborná škola, U Dvoru 1119/14, Ostrava-Mariánské Hory
- Wichterlovo gymnázium, Ostrava-Poruba, Čs. exilu 669, Ostrava-Poruba
- Lingva - soukromé gymnázium, Čs. Exilu 491, Ostrava-Poruba
- Jazykové gymnázium Pavla Tigrida, Ostrava-Poruba, G. Klimenta 493/3, Ostrava-Poruba
- Biskupské gymnázium Ostrava, Karla Pokorného 1284/2, Ostrava-Poruba
- Gymnázium Olgy Havlové, M. Majerové 1691, Ostrava-Poruba
- Gymnázium Slezská Ostrava, Hladnovská 35, Ostrava-Slezská Ostrava
- Střední odborná škola umělecká a gymnázium Ostrava-Zábřeh, Hulvácká 384/1, Ostrava-Zábřeh
- Sportovní gymnázium Dany a Emila Zátopkových, Volgogradská 2631/6, Ostrava-Zábřeh
- Masarykovo gymnázium Příbor, Jičínská 528, Příbor
- Gymnázium Rýmařov, Sokolovská 34, Rýmařov
- Gymnázium Třinec, Komenského 713, Třinec
- Soukromé dívčí gymnázium, Zámecká 195, Velké Hoštice
- Základní škola a gymnázium Vítkov, Komenského 145, Vítkov